# Ana y Bruno
Ana y Bruno és una pel·lícula animada 3D mexicana d'horror-comèdia basada en la novel·la, Ana per Daniel Emil. Va ser produïda per Altavista Films i Lo Coloco Films, i coproduïda per Ítaca Films i Ánima Estudios.
Després de 13 anys de producció, la pel·lícula va ser estrenada en Mèxic el 31 d'agost de 2018, rebent revisions favorables. És considerada a la data la pel·lícula animada més cara en la indústria de cinema mexicà amb un pressupost de $104 milions pesos (est. $5.35 milions USD).
La pel·lícula ha guanyat tres premis a millor pel·lícula animada incloent un de l'edició 61 dels Premios Ariel on la pel·lícula també va guanyar les nominacions a "Millor guió adaptat" i "Millor música".

## Trama
Una nena anomenada Ana busca al seu pare per a ajudar a salvar a la seva mare que està en problemes.

## Repartiment de veus
- Galia Mayer com Ana
- Marina de Tavira com Carmen
- Damián Alcázar com Ricardo
- Armando Ürtusuaztegui com Bruno
- Julieta Egurrola com Martita
- Regina Orozco com Rosi
- Héctor Bonilla com Dr. Mendez
- Daniel Carrera Pasternac com Daniel

## Estrena
La pel·lícula va obtenir el seu debut al Festival de Cinema d'Animació d'Annecy el 17 de juny de 2017, i més tard al Festival Internacional de Cinema de Morelia el 28 d'octubre de 2017.
La pel·lícula va ser estrenada als cinemes de Mèxic el 31 d'agost de 2018, distribuït per Cor Films. Després va ser estrenada de manera exclusiva en la plataforma Pantaya digital als Estats Units amb subtítols en anglès.

### Taquilla
Ana y Bruno va debutar en el lloc 6, recaptant $16.8 milions de pesos en la seva primera setmana, destacant en la taquilla nacional. Va recaptar un total de $ 21.3 milions de pesos (est. $ 1.1 milions de dòlars).

## Recepció
Abans de la seva estrena, la pel·lícula havia rebut elogis d'altres aclamats directors de cinema mexicans, incloent Alfonso Cuarón i Guillermo del Toro. La pel·lícula va rebre ressenyes favorables per part dels crítics després de la seva estrena, molts lloant la història i temàtica, mentre la crítica es va centrar en l'animació i contingut. A Rotten Tomatoes, la pel·lícula actualment té un ràting de 71% "Fresh".

### Controvèrsia
Malgrat la retroalimentació favorable, la pel·lícula també va ser criticada per pares que la van considerar "inadequada" per als nens.

## Premis i nominacions
| Any  | Premi                        | Categoria                                       | Candidats                          | Resultat  | Ref   |
| ---- | ---------------------------- | ----------------------------------------------- | ---------------------------------- | --------- | ----- |
| 2018 | 15è Premis Canacine          | Millor Pel·lícula d'Animació                    | Ana y Bruno                        | Guanyador | [ 6 ] |
| 2019 | 2018 Premis Quirino          | Ibero millor-Llargmetratge d'Animació americana | Carlos Carrera                     | Guanyador | [ 7 ] |
| 2019 | LXI edició dels Premis Ariel | Millor guió adaptat                             | Daniel Emil, Flavio González Mello | Nominat   | [ 8 ] |
| 2019 | LXI edició dels Premis Ariel | Millor llargmetratge animat                     | Carlos Carrera                     | Guanyador | [ 8 ] |
| 2019 | LXI edició dels Premis Ariel | Música original                                 | Victor Hernández Stumpfhauser      | Nominat   | [ 8 ] |